# Hilda de Whitby
Hilda de Whitby (Northumbria, 614 - Abadia de Whitby, 17 de novembre de 680) va ser abadessa de Whitby. Filla d'Hereric nebot d'Edwin de Northumbria. Va viure durant una època important per al cristianisme a Bretanya. Una dona de força influència, era vista com una gran educadora i coneixedora de les Escriptures, una molt bona abaddessa de monestirs, a ella venien reis, reines, prínceps, monjos, i sants, a demanar consells. Sota la seva governació de l'abadia de Whitby es va conduir el Sínode de Whitby, en el qual els cristians de Bretanya van decidir sotmetre's a l'Església de Roma.

## Infància
No se sap el lloc de naixement d'Hilda, però d'acord amb Beda el Venerable va ser l'any 614. Ella va ser la segona filla d'Hereric, nebot d'Edwin de Northumbria. La seva germana gran, Hereswita, es va casar amb Ethelric d'Ànglia Oriental, germà del rei Onna d'Anglia Oriental. Quan era tot just una bebè el seu pare va ser emmetzinat mentre passava el seu exili a la cort del rei Ceretic d'Elmet -en el que avui dia és West Yorkshire-. S'assumeix que ella va créixer a la cort d'Edwin a Northúmbria.
El 627 el rei Edwin de Northumbria va ser  batejat durant la Pasqua al costat de tota la seva cort, la qual incloïa Hilda, en una petita capella de fusta construïda especialment per a l'ocasió, a la vora del que avui dia és la catedral de York Minster. La cerimònia va ser oficiada pel monjo - Bisbe Paulinus, qui havia vingut des de Roma junt a Agustí de Canterbury.

## Hilda com a monja

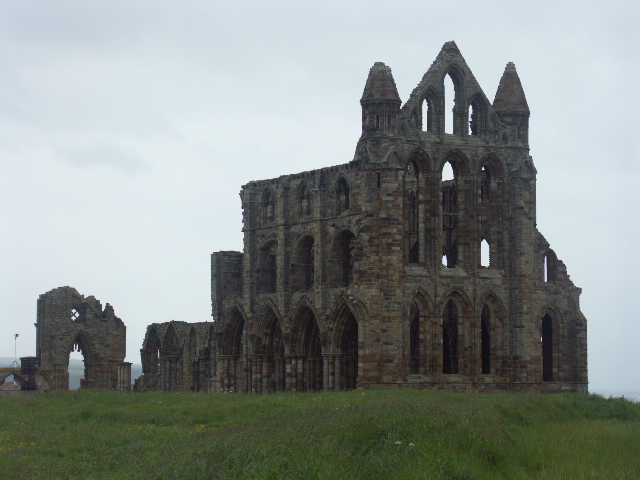
Ruïnes de l'Abadia de Whitby.

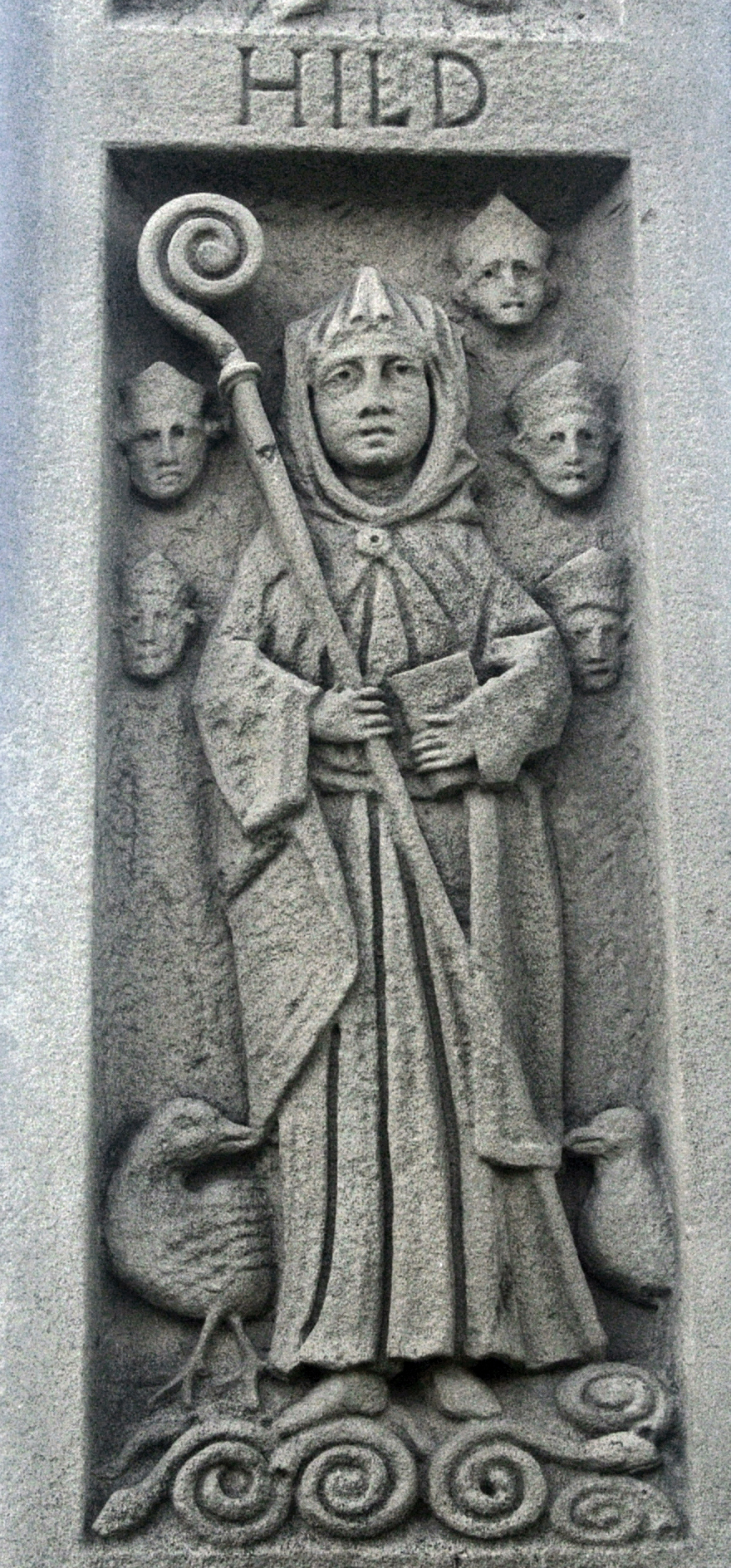

Es desconeixen més detalls de la vida de Hilda entre el 627 i el 647. Però, aparentment, després de la mort d'Edwin en una batalla l'any 633, ella se'n va anar a viure amb la seva germana a la cort de Ànglia Oriental. Beda resumeix la seva història en un punt clau de la seva vida, quan a l'edat de 33 ella decideix anar-se'n a viure amb la seva enviduada germana a l'abadia de Chelles, a Gàl·lia. Però va ser convençuda per sant Aidan, bisbe de Lindisfarne de tornar a Northúmbria i viure com a monja benedictina.

## Els monestirs de Santa Hilda
No se sap on va ser que Hilda va començar la seva vida com a monja, exceptuant quand va ser al nord de les ribes del riu Wear. Aquí, amb uns quants companys van aprendre les tradicions del monasticisme del cristianisme cèltic el qual sant Aidan havia portat des de Iona. Després d'un any Aidan va nomenar Hilda com la segona abadessa d'Hartlepool. No queden rastres d'aquesta abadia però el cementiri monàstic s'ha trobat a prop de la present església de Santa Hilda. L'any 657, Hilda va fundar un nou monestir a Whitby - llavors conegut com a Streonshalh - on va romandre la resta de la seva vida fins a la seva mort el 680.
Al penya-segat oriental de Whitby s'aixequen les impressionants ruïnes d'una abadia benedictina del segle xii. Aquest, tanmateix, no va ser l'edifici que Hilda va conèixer. Evidència arqueològica mostra que el monestir era en estil celta amb els seus membres vivint a petites cases per a dos o tres persones. La tradició de monestir doble, com els d'Hartlepool i Whitby, era perquè homes i dones viurien separadament però que poguessin resar plegats a la missa.
No se sap on exactament l'església monàstica d'Hilda es va aixecar, tampoc sabem quants monjos i monges vivien a Whitby. El que Beda ens explica és que les idees originals de monasticisme eren estrictament seguides a l'abadia d'Hilda. Totes les propietats i béns eren de propietat comuna, els valors cristians eren exercits, especialment pau i caritat, tots havien d'estudiar la Bíblia i fer obres de caritat.
Beda descriu Hilda com una dona de gran energia, qui era una audaç i eficaç administradora i mestra. Ella es va guanyar una reputació de saviesa, que també reis, prínceps i bisbes buscaven el seu ajut, però també es preocupava per la gent ordinària com Caedmon, un pastor i bard religiós. Encara que Hilda tenia un caràcter fort ella també inspirava afecte. Beda va dir «Tots aquells que la coneixien la nomenaven mare per la seva gran devoció i gràcia».

## Sínode de Whitby
El prestigi de Whitby es reflecteix en el fet que el rei Oswiu  va escollir el monestir de Hilda com el lloc per al Sínode de Whitby, el primer sínode de l'Església en el seu regne. Va invitar per assistir a la reunió a eclesiàstics de llocs tan llunyans com Wessex. La majoria dels presents, incloent Hilda, van acceptar la decisió del rei a adoptar el mètode de càlcul de Pasqua que s'utilitzava a Roma, establint la pràctica romana com la norma a Northúmbria. Els monjos de Lindisfarne, que no acceptaven això, es van retirar a Iona, i més tard a Irlanda.